# Saryarka
Saryarqa — Steppa e laghi del Kazakistan settentrionale è una parte del Kazakistan settentrionale (noto in lingua kazaka come saryarqa, o "catena gialla"), designata dall'UNESCO come patrimonio dell'umanità. È stato iscritto il 7 luglio 2008, ed è il solo sito classificato tra i naturali del Kazakistan.
Il sito comprende la Riserva Naturale Statale di Naurzum (situata nella Regione di Qostanay) e la Riserva Naturale Statale di Korgalzhyn (Regione di Aqmola). Le due riserve contengno zone umide che fungono da punto di sosta per gli uccelli migratori in arrivo da Africa, Europa e Asia meridionale. Si stima che 15-16 milioni di uccelli, tra cui molte specie a rischio, usino il sito per rifocillarsi. 
In particolare, i fenicotteri rosa sono tra le maggiori attrazioni della riserva di Korgalzhyn.
Il sito ospita anche le forme di vita selvatiche tipiche della steppa kazaka, tra cui marmotte, lupi e saiga (specie a rischio).